# Świętokrzyskie Towarzystwo Fotograficzne
Świętokrzyskie Towarzystwo Fotograficzne – polskie stowarzyszenie fotograficzne istniejące w latach 1961–1982, utworzone na bazie oddziału Polskiego Towarzystwa Fotograficznego w Kielcach – powstałego w 1955 roku. Członek zbiorowy Federacji Amatorskich Stowarzyszeń Fotograficznych w Polsce.

## Historia
Świętokrzyskie Towarzystwo Fotograficzne utworzono z inicjatywy (między innymi) Stanisława Sudnika i Jerzego Kamody – równocześnie pierwszego prezesa Zarządu stowarzyszenia. Od 1962 roku funkcję wiceprezesa ŚTF powierzono Pawłowi Pierścińskiemu, dzięki któremu w strukturach ŚTF utworzono artystyczną grupę twórcza o nazwie Grupa Robocza – będącą zalążkiem (estetycznym, ideowym, teoretycznym) założonej w 1963 roku Kieleckiej Szkoły Krajobrazu. 
Członkowie ŚTF aktywnie uczestniczyli w ogólnopolskim amatorskim ruchu fotograficznym uczestnicząc (m.in.) w ogólnopolskich Turniejach Fotograficznych oraz odnosząc sukcesy (m.in.) w cyklicznym Biennale Krajobrazu Polskiego, organizowanym przez Świętokrzyskie Towarzystwo Fotograficzne pod patronatem Federacji Amatorskich Stowarzyszeń Fotograficznych w Polsce – do końca istnienia ŚTF. 
Świętokrzyskie Towarzystwo Fotograficzne współpracowało z innymi polskimi stowarzyszeniami fotograficznymi, skupionymi w Federacji Amatorskich Stowarzyszeń Fotograficznych w Polsce – z Łódzkim Towarzystwem Fotograficznym, Krakowskim Towarzystwem Fotograficznym (m.in. w ramach uczestnictwa w Turniejach Fotograficznych).
W 1982 Świętokrzyskie Towarzystwo Fotograficzne zakończyło działalność.